# One Little Independent Records
One Little Independent Records est un label indépendant basé à Londres créé par Derek Birkett (Ex-bassiste du groupe Flux Of Pink Indians) et Sue Birkett en 1985 rejoints par Tim Kelly (Ex-guitariste de Flux Of Pink Indians). Le premier succès de ce label fut apporté par le groupe The Sugarcubes en 1987, puis par The Shamen et Kitchens Of Distinction.
C'est finalement le succès de Björk qui hissa One Litte Indian Records dans les plus grands labels indépendants du Royaume-Uni.
Derek Birkett acquerra ensuite Rough Trade et Clean-up Records.